# Vrisburen
Vrisburen (Fries: Frisbuorren) is een buurtschap en gebied in de gemeente De Friese Meren, in de Nederlandse provincie Friesland. Vrisburen ligt ten zuidwesten van Balk en Harich. De buurtschap ligt in een open gebied tussen de Luts en de Harichsterdyk. De buurtschap bestaat uit een viertal boerderijen die via een zelfde aantal gelijknamige wegen (Frisbuorren) zijn te bereiken vanaf de Harichsterdyk.
De plaats werd in de 18e eeuw vermeld als Vrisbuiren en in de 19e eeuw werd het vermeld als zowel Vrisbuurt als Vrisburen. Waar het element 'vris' op duidt is niet bekend. 
Hoofdplaats: Joure     Stad: Sloten

Dorpen en gehuchten: Akmarijp · Bakhuizen · Balk · Bantega · Boornzwaag · Broek · Delfstrahuizen · Dijken · Doniaga · Echten · Echtenerbrug · Eesterga · Elahuizen · Follega · Goingarijp · Harich · Haskerhorne · Idskenhuizen · Kolderwolde · Langweer · Legemeer · Lemmer · Mirns · Nijehaske · Nijemirdum · Oldeouwer · Oosterzee · Oudega · Oudehaske · Oudemirdum · Ouwster-Nijega · Ouwsterhaule · Rijs · Rohel · Rotstergaast · Rotsterhaule · Rottum · Ruigahuizen · Scharsterbrug · Sint Nicolaasga · Sintjohannesga · Snikzwaag · Sondel · Terhorne · Terkaple · Teroele · Tjerkgaast · Vegelinsoord · Wijckel

Buurtschappen: Ballingbuur · Bargebek · Boornzwaag over de Wielen · Brekkenpolder · Commissiepolle · De Rijlst · Delburen · Finkeburen · Heide · Hooibergen · Nieuw Amerika · Onland · Schoterzijl (deels) · Schouw · Spannenburg · Tacozijl · Trophorne · Tweehuis · Vierhuis · Vrisburen · Westerend-Harich · Zevenbuurt

Friesland: Steden en dorpen      Nederland: Provincies · Gemeenten